# Fichteramühle
Fichteramühle ist eine Wüstung auf dem Gemeindegebiet des Marktes Nordhalben im Landkreis Kronach (Oberfranken, Bayern).

## Geographie
Der Einöde Fichteramühle lag an der Nordhalbener Ködel auf einer Höhe von 480 m ü. NHN. Sie war nur über einen Wirtschaftsweg erreichbar, der der Ködel entlang nach Mauthaus zur Staatsstraße 2207 (5,9 km südlich) bzw. zur Staatsstraße 2198 (1,9 km nördlich) führt.

## Geschichte
Benannt wurde die Mühle nach dem im Osten gelegenen Waldgebiet Fichtera. Sie gehörte zur Realgemeinde Nordhalben. Das Hochgericht übte das bambergische Centamt Nordhalben aus. Die Grundherrschaft über die Schneidmühle hatte das bambergische Kastenamt Kronach inne.
Mit dem Gemeindeedikt wurde Fichteramühle dem 1808 gebildeten Steuerdistrikt Nordhalben und der 1818 gebildeten Munizipalgemeinde Nordhalben zugewiesen. Sie erhielt die Haus-Nr. 180 des Ortes Nordhalben. 1971 brannte die Mühle ab. Mit der Inbetriebnahme der Trinkwassertalsperre Mauthaus im Jahr 1975 wurde die Nordhalbener Ködel zum Naturschutz- und Wasserschutzgebiet erklärt, so dass das Anwesen nicht wieder aufgebaut werden durfte.

### Einwohnerentwicklung
| Jahr      | 001818 | 001861 | 001871 | 001885 | 001900 | 001925 | 001950 | 001961 | 001970 |
| Einwohner | *      | 4      | 6      | 4      | 3      | 4      | 0      | 0      | †      |
| Häuser    | *      |        |        | 1      | 1      | 1      | 1      | 1      |        |
| Quelle    | [ 3 ]  | [ 6 ]  | [ 7 ]  | [ 8 ]  | [ 9 ]  | [ 10 ] | [ 11 ] | [ 12 ] | [ 13 ] |

## Religion
Der Ort war ursprünglich rein katholisch und nach St. Bartholomäus (Nordhalben) gepfarrt.

## Weblink
- Fichteramühle in der Ortsdatenbank des bavarikon, abgerufen am 20. August 2021.